# Idaea maudina
Idaea maudina är en fjärilsart som beskrevs av William Schaus 1901. Idaea maudina ingår i släktet Idaea och familjen mätare. Inga underarter finns listade i Catalogue of Life.